# Густав Щреземан
Густав Щреземан (на немски: Gustav Stresemann) е германски политик, държавен деец, националлиберал, райхсканцлер (1923 г.) и министър на външните работи (1923 – 1929 г.) на Германия по време на Ваймарската република. Основател и председател на Народната партия през 1918 г. Води политика, насочена към укрепване на германския империализъм. Участва активно в подготовката на плана Дауес през 1924 и плана Йънг през 1929 г. Подписва договор за неутралитет със СССР през 1926 г.
Заради ангажираността им в установяване на реда в Европа след войната и за подготовката, изготвянето и подписването на договорите от Локарно Густав Щреземан и френският му колега Аристид Бриан са удостоени с Нобелова награда за мир за 1926 г.

## Биография

### Произход и младежки години (1878 – 1906)
Роден е на 10 май 1878 година в Берлин, Германия, в семейството на Ернст Щреземен. След завършване на гимназия продължава образованието си в Берлинския университет, където изучава литература, история и политическа икономия. През 1902 г. получава докторска степен. Дисертацията му е посветена на растящото настъпление на корпорациите срещу дребната търговия с бутилирана бира в Берлин.
След дипломирането си започва работа като помощник-управител в Асоциацията на германските производители на шоколад. Една година по-късно заема управленска длъжност в Съюза на промишлениците. Със своите организаторски способности и талант да убеждава само за две години увеличава броя на членовете на Съюза от 180 до 1000 души.

### Дипломатическа дейност (1906 – 1926)
Щреземан споделя консервативни политически възгледи, уверен е в културното и военното превъзходство на Германия, предан е на идеалите на германския национализъм и монархия.
Убеден в това, че между търговията и политиката съществува пряка връзка, Щреземан се кандидатира на изборите за Дрезденски муниципалитет и през 1906 г. постига победа. Една година по-късно Щреземан е избран в Райхстага от името на Национално-либералната партия. В същото време е назначен за директор на Съюза на саксонските промишленици. Едновременно с това редактира вестник „Саксонска промишленост“ (на немски: Sachsische Industrie).
Като се издига бързо сред членовете на Национално-либералната партия, Щреземан се бори за създаването на силен флот, който се смята важен за разширяването на презморската търговия на Германия. Освободен от военна служба по време на Първата световна война заради сърдечна болест, той се превръща в забележим парламентарен деец. С помощта на своя изключителен полемичен дар Щреземан защитава неограничената подводна война, а през 1917 г. съдейства за свалянето на правителството на канцлера Теобалд фон Бетман-Холвег, когото Щреземан смята за неефективен лидер. В същата година Щреземан оглавява своя партия. Оставайки привърженик на решителни военни действия, въпреки това той напомня на колегите си в Райхстага, че Германия не трябва да се отказва от приемливи мирни условия.
През август 1918 г. германският фронт започва да се колебае, във флота започват метежи. През ноември германското правителство предлага да се сключи примирие, след което канцлерът Вилхелм II се отказва от престола. През май 1919 г. Щреземан и други германски политици се срещат във Ваймар, за да оформят конституцията на нова Германия. Една година по-късно Щреземан е преизбран в Райхстага на Ваймарската република. След три години начело на парламентарната опозиция през 1923 г. той е избран за канцлер на Германия. Коалиционното правителство се задържа по-малко от четири месеца, но Щреземан успява да приеме твърди мерки по отношение на комунистическата революция в Саксония, да възстанови реда след пуча на Хитлер в Бавария и да направи редица стъпки за стабилизиране на немската валута.
Разтревожени от решителните действия на Щреземан в Саксония, социалдемократите излизат от коалицията, канцлер става Вилхелм Маркс. Щреземан е назначен на поста министър на външните работи, който заема пожизнено. Разочарован от силовата политика, той започва да осъзнава, че само ако подобри отношенията си със съседите, Германия може да възстанови икономиката си и да смекчи суровите условия на Версайския договор, срещу който Щреземан гласува през 1919 г.
Във Версай съюзниците установяват сума на репарациите 35,5 млрд. долара. Дългът се оказва непосилен и през 1923 г. Германия спира плащанията. В отговор на това френските войски окупират Рур – сърцето на германската икономика. Една година по-късно съюзниците се срещат в Лондон за разглеждане на въпроса за репарациите, предложенията на международната комисия са представени от Чарлз Дауес. Като представител на Германия Щреземан води преговори за извеждане на съюзните войски от Рур и за преразглеждане на националния дълг. Тези мерки позволяват на германското правителство да получи заем от САЩ и да ускори възстановяването на икономиката.
В атмосферата на добра воля, създадена от плана Дауес, Щреземан изпраща през 1925 г. нота до френското правителство, като предлага да се установят англо-френски-германски гаранции за френско-германската граница. През октомври Щреземан се среща с френския министър на външните работи Аристид Бриан и с английския министър на външните работи Остин Чембърлейн в Локарно, Швейцария. Според условията на подписаните там съглашения (известни като Договори от Локарно) Франция, Германия и Белгия се договарят да не променят съществуващите граници със сила, Италия и Великобритания гарантират демилитаризация на Рейнската област, и Германия е приета в Обществото на народите. Като се връща в Берлин, Щреземан успокоява вътрешната опозиция с това, че пактът не означава признаване на спорните германски граници, а има за цел да защити Германия от въоръжена агресия.
Продължавайки своята мирна политика, Щреземан започва да готви договор за неутралитет със Съветския съюз. Подписан през април 1926 г., той изисква всяка от държавите да не участва в политически съюз и икономически бойкот срещу другата. През септември Щреземан, въпреки влошеното си здраве, застава начело на германската делегация за сесията на Обществото на народите.

### Последни години (1926 – 1929)
Като не се съобразява с разпорежданията на лекарите, Щреземан остава на поста министър. Той доживява до подписването на плана Юнг, който намалява репарационните плащания двойно и установява датата на евакуацията от Рейнската област. Година преди договорът да влезе в сила Щреземан умира на 51-годишна възраст в Берлин. 
След смъртта му Немската народна партия отива вляво, което предвещава победа на нацизма в Германия.